# Diller Scofidio + Renfro
Diller Scofidio + Renfro es una firma de arquitectura con sede en Nueva York, fundada por Elizabeth Diller y Ricardo Scofidio. Son particularmente conocidos por su acercamiento interdisciplinario a la arquitectura, y ellos mismos se definen como «un estudio colaborador e interdisciplinario dedicado a la arquitectura, las artes visuales y escénicas». Contribuyen principalmente a la teoría y crítica arquitectónicas, a menudo con instalaciones de arte, de vídeo o en medios electrónicos.
Fueron los primeros arquitectos en ganar el Premio MacArthur.

## Obras
- Slow House, sin construir (1991)
- Restaurante Brasserie, Seagram Building, Nueva York (2000)
- Plataforma de visualización del World Trade Center, Nueva York (2001)
- Blur, Swiss Expo, Lago de Neuchâtel (2002)
- Slither, Gifu, Japón (2003)
- Eyebeam Museum of Art and Technology, Nueva York (sin construir, 2004)
- Instituto de Arte Contemporáneo, Boston (2006)
- Escuela Estadounidense de Ballet, Expansión, Nueva York (2007)
- Alice Tully Hall, Rediseño, Nueva York (2009)
- La Escuela Juilliard, Renovación y Ampliación, Nueva York (2009)
- New York State Theatre, Renovación del lobby, Nueva York (2010)
- Espacios públicos del Lincoln Center, Nueva York (2010)
- Hypar Pavilion Lawn and Restaurant, Nueva York (2011)
- Perry and Marty Granoff Center for the Creative Arts, Universidad Brown, Providence (2011)
- President's Bridge, Lincoln Center, Nueva York (2012)
- Pabellón inflable de temporada del Museo Hirshhorn y Jardín de Esculturas, Washington D. C. (sin construir, 2012)
- High Line, Nueva York, Fases 1, 2, 3 (2009, 2011, 2014)
- The Broad, Los Ángeles
- Berkeley Art Museum y Pacific Film Archive, Universidad de California en Berkeley
- Museo de Imagen y Sonido, Río de Janeiro, Brasil (en construcción)
- Columbia Business School, Nueva York (en diseño)
- Edificio de del Centro Médico de la Universidad de Columbia, Nueva York (en construcción)
- The Shed, Hudson Yards, Nueva York (2019)
- 15 Hudson Yards, Hudson Yards, Nueva York (2019)
- Expansión del Museo de Arte Moderno, Nueva York (en diseño)
- Edificio McMurtry, Universidad Stanford, Palo Alto
- Parque Zaryadye, Moscú (2017)
- Foro David M. Rubenstein, Universidad de Chicago, Chicago[2]
- Escuela Juilliard de Tianjin, Tianjin

## Galería

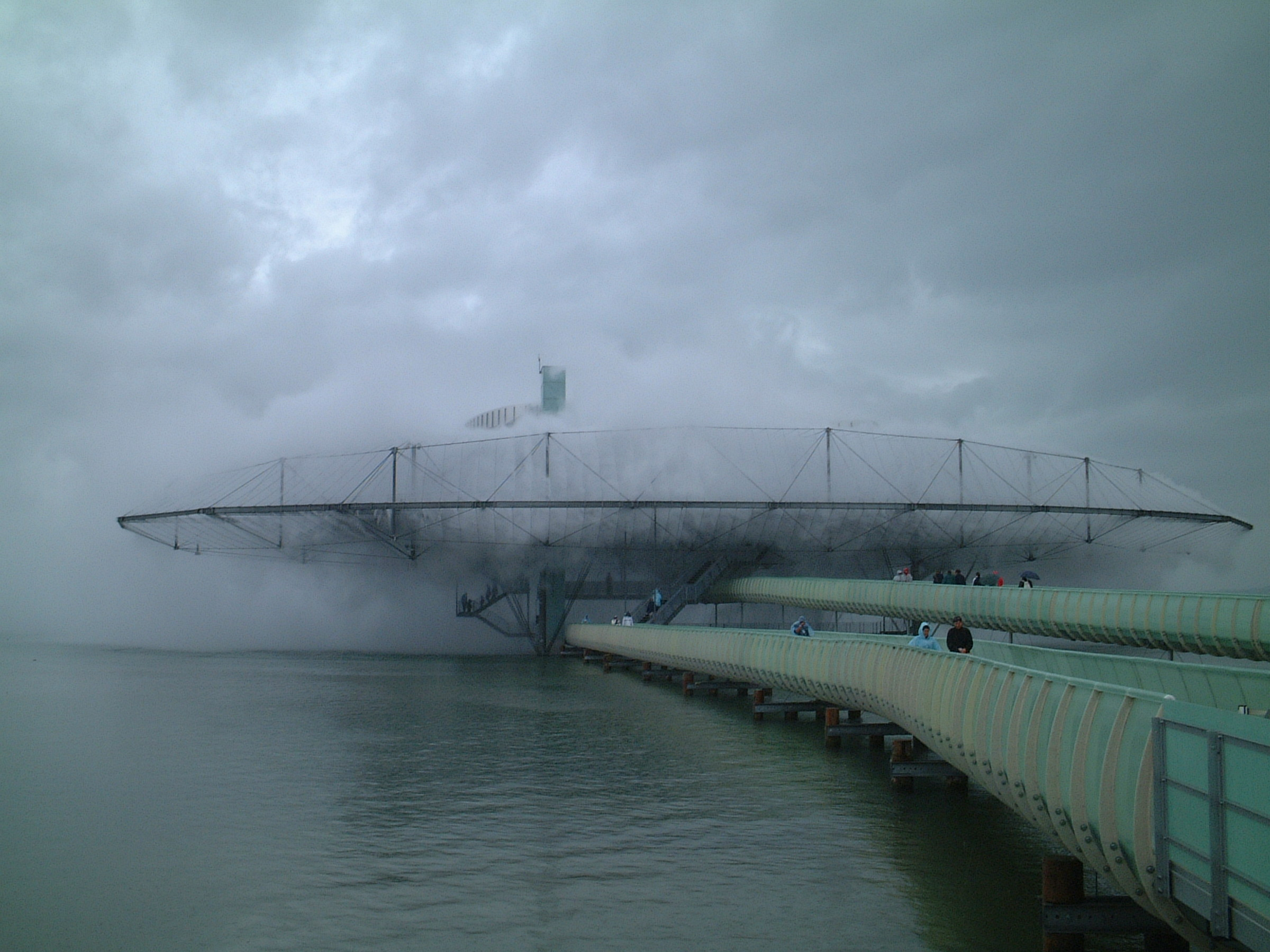
Blur Building en Expo.02 en Yverdon
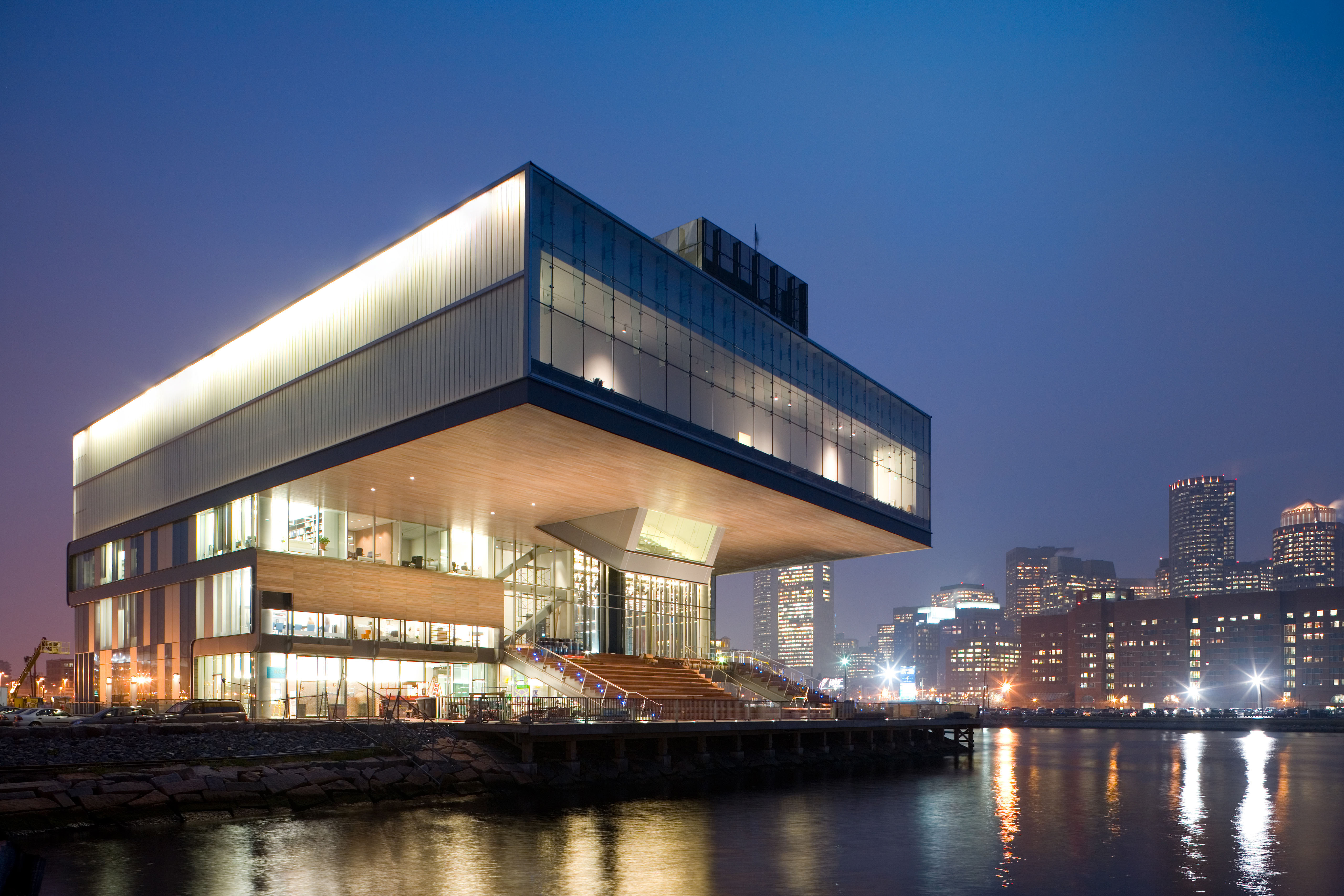
Institute of Contemporary Art, Boston (2007)
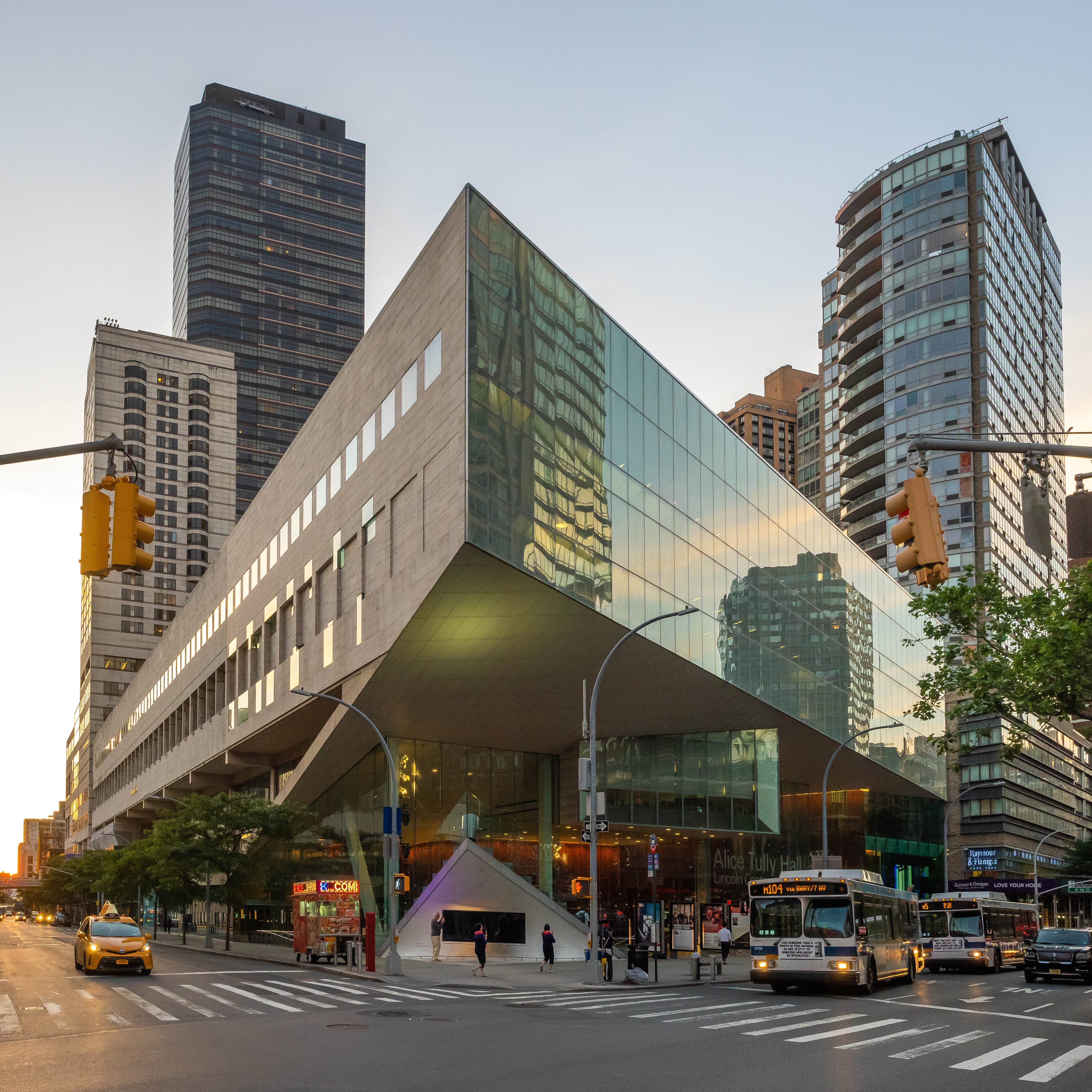
Alice Tully Hall (2009)
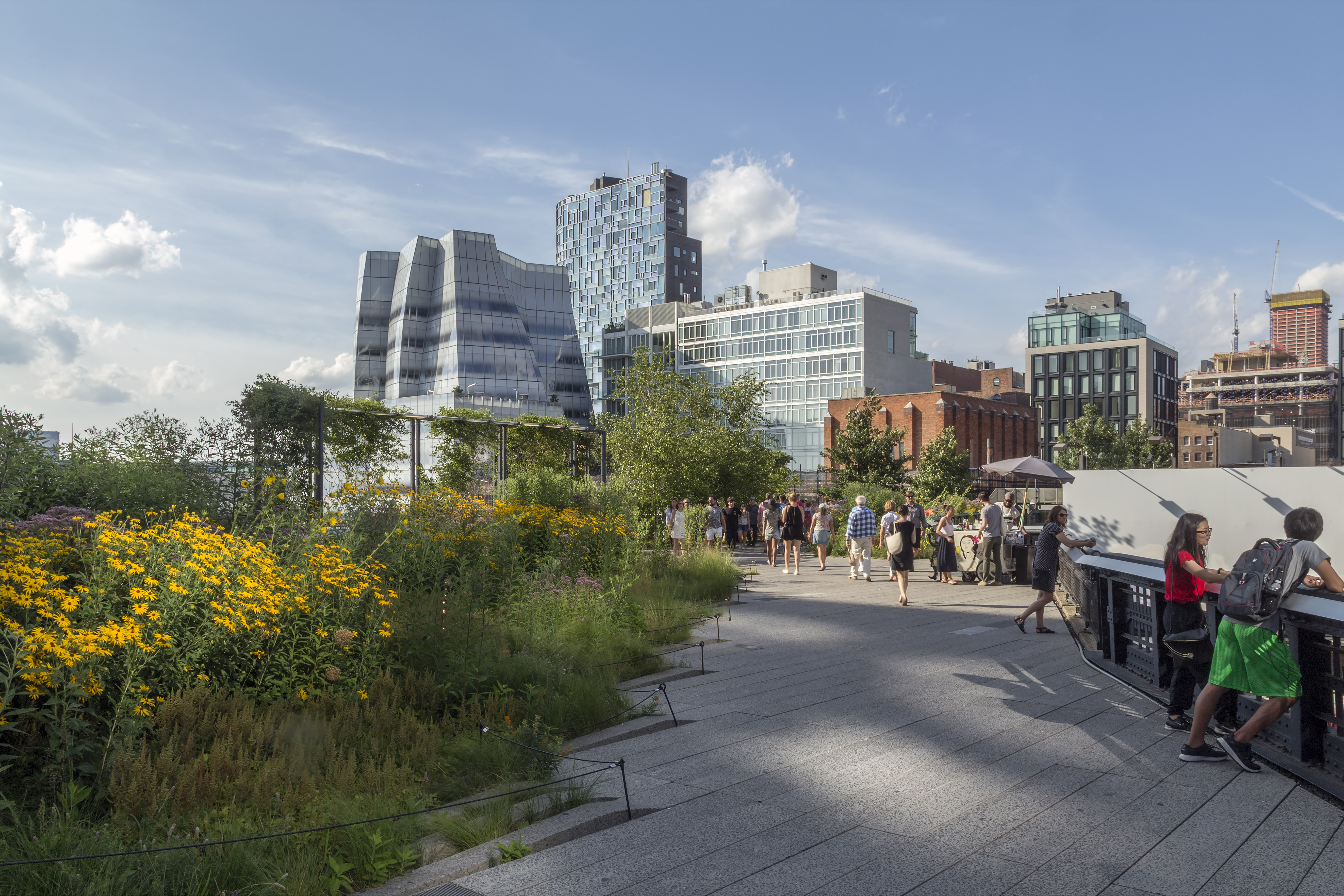
High Line, Nueva York (2009–2014)
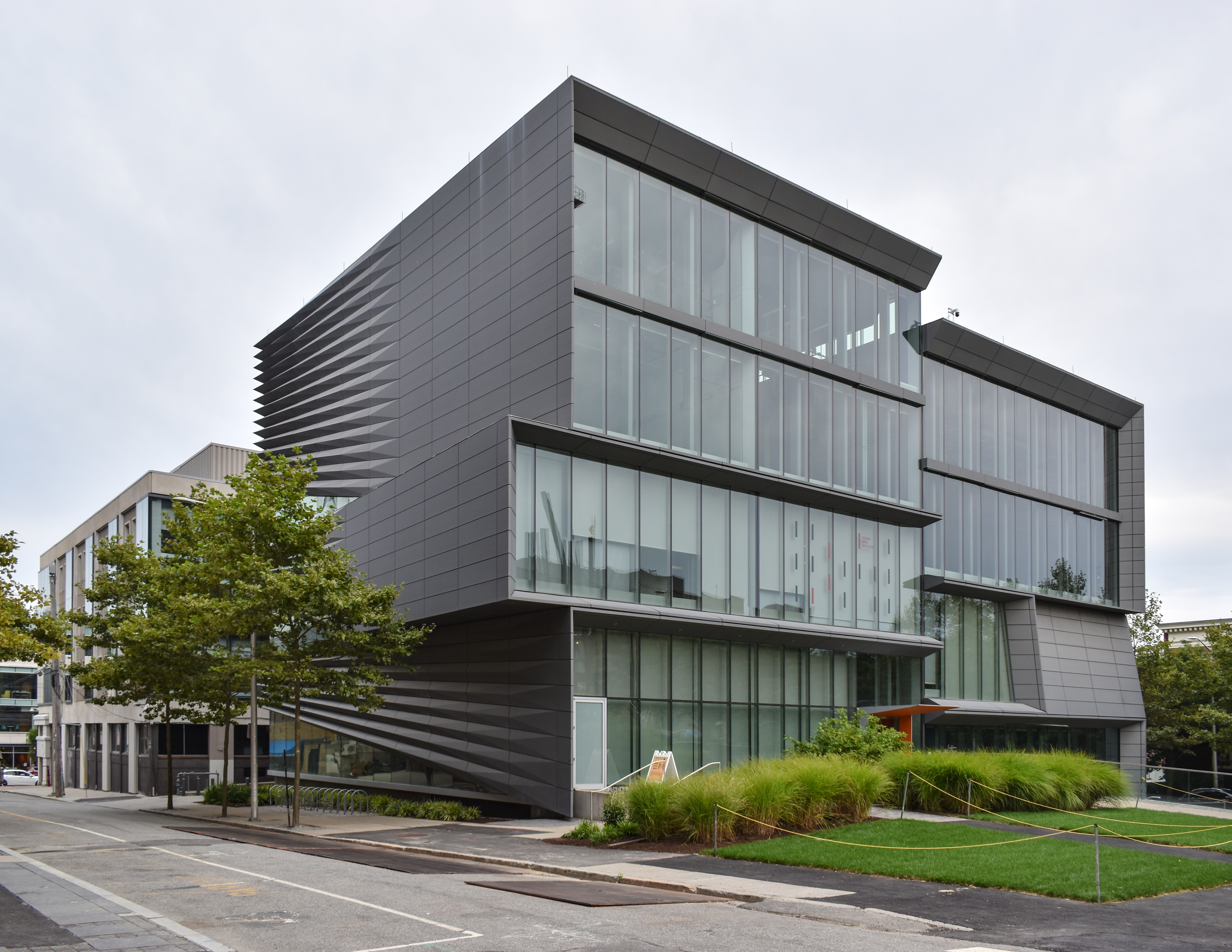
Granoff Center for the Creative Arts, Universidad Brown (2011)
The Broad, Los Ángeles (2015)
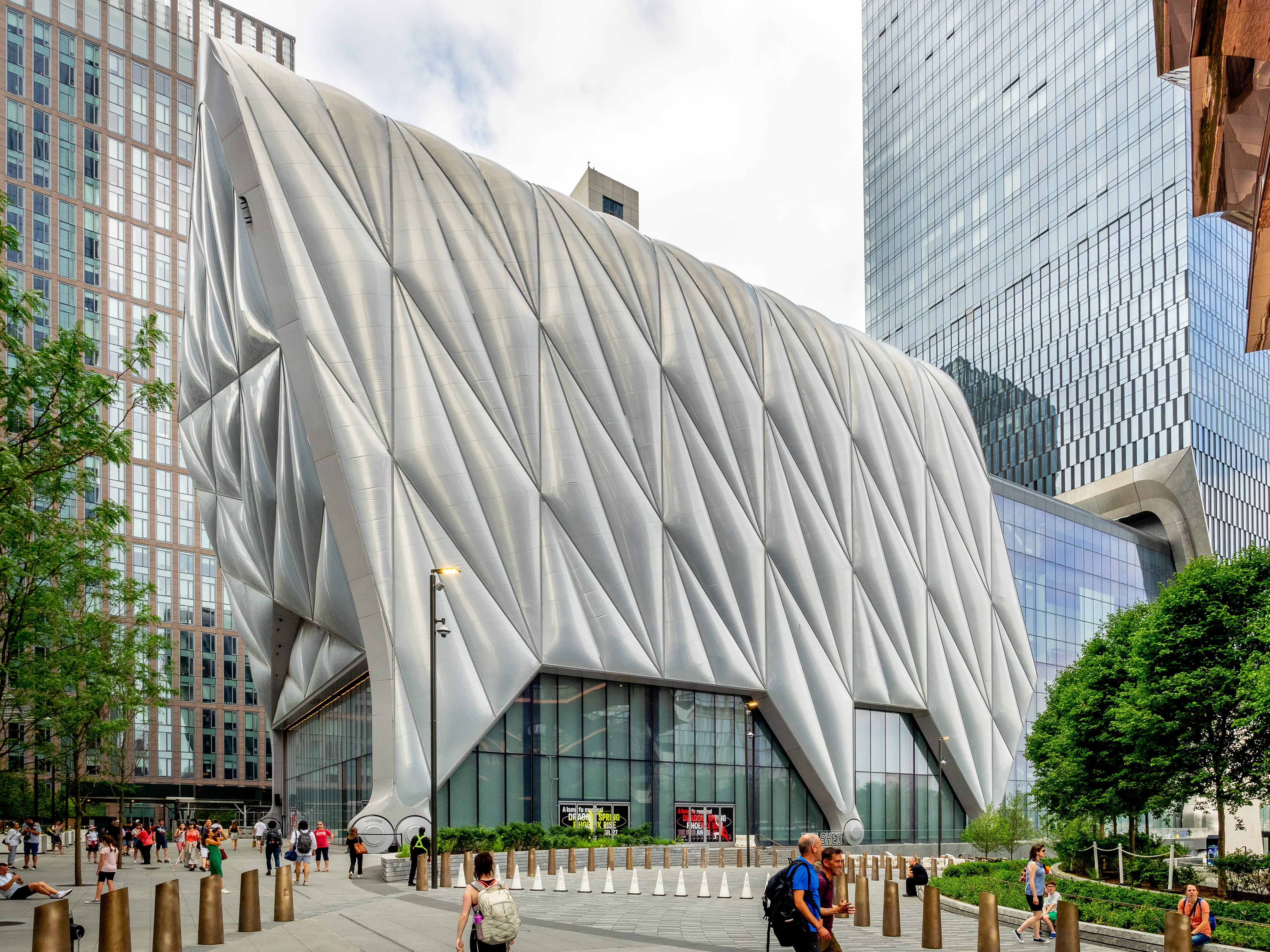
The Shed, Nueva York (2019)
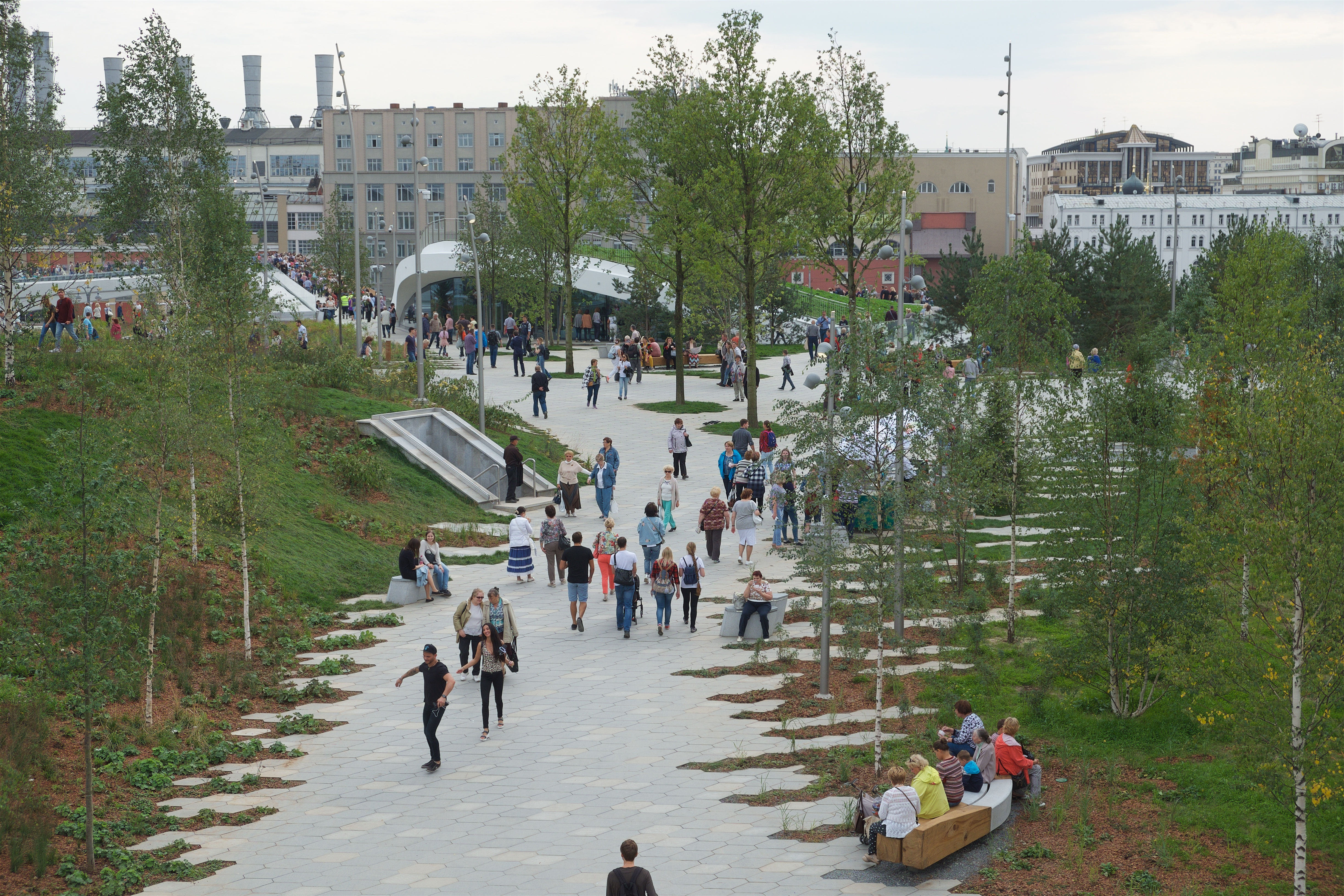
Parque Zaryadye, Moscú (2017)
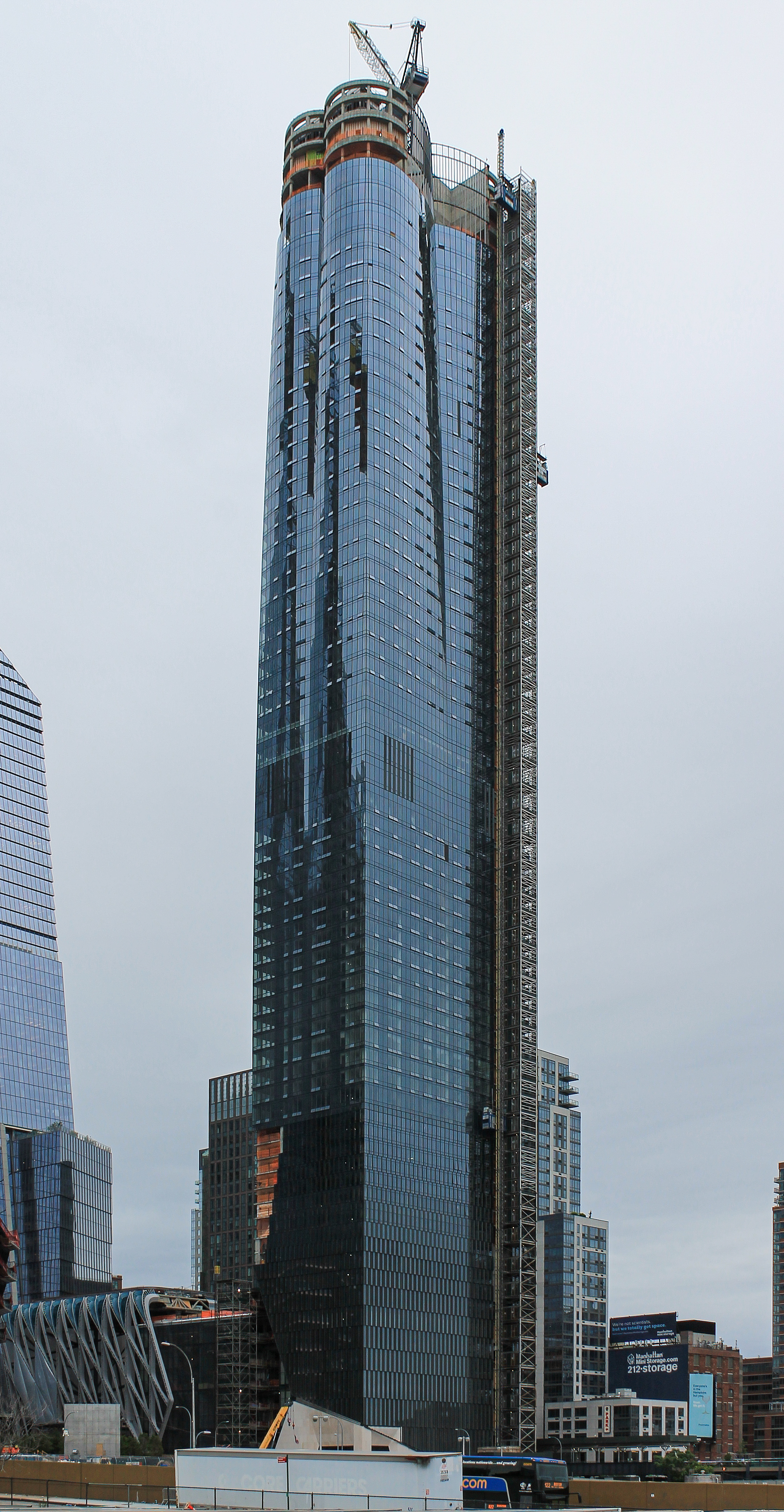
15 Hudson Yards